# Timorlederkopf
Der Timorlederkopf (Philemon inornatus) ist ein südostasiatischer Vertreter der Vogelfamilie der Honigfresser (Meliphagidae).

## Merkmale
Der Timorlederkopf hat ein bräunliches Gefieder, wobei die Unterseite des Vogels deutlich heller, bis zu einem weißlichen Braun hin gefärbt ist. Sein schwarzer, leicht gebogener Schnabel erreicht fast die gleiche Länge, wie sein Kopf.

## Vorkommen und Lebensraum
Die Art kommt nur auf Timor und der westlich vorgelagerten Insel Semau vor. Hier lebt er in den Wäldern und Feldern bis auf eine Höhe von 2200 m.